# Maggie Walker

Maggie Lena Walker, 1905

Maggie Lena Walker (* 15. Juli 1867 in Richmond (Virginia); † 15. Dezember 1934) war eine US-amerikanische Lehrerin und Managerin. Sie war die erste Frau in den Vereinigten Staaten, die eine Bank gründete, sowie die erste Afroamerikanerin, die ein Bankhaus leitete.

## Leben
Die Afroamerikanerin Maggie Walker war die Tochter des Zeitungskorrespondenten Eccles Cuthbert und dessen Frau Elizabeth Draper, einer früheren Sklavin und späteren Köchin im Haushalt einer vermögenden Familie. Maggie Walker besuchte die Lancaster School und ließ sich zur Lehrerin ausbilden. Nachdem sie 1883 ihr Diplom erhalten hatte, lehrte sie drei Jahre lang. Parallel studierte sie Rechnungswesen an einer Abendschule. Walker war im Grand United Order of St. Luke aktiv, einer Organisation, die sich für die Rechte von Afroamerikanern einsetzte. Nach einer Wahl in die Führungsriege der verschuldeten Organisation war sie ab 1899 für den Bereich Finanzen verantwortlich. Durch ihr Engagement in den folgenden Jahren gelang es Walker, der Vereinigung zu finanziellem Erfolg und fast 100.000 Mitgliedern zu verhelfen, unter anderen durch die Gründung einer Versicherung und die Herausgabe einer Zeitung.
Maggie Walker träumte schon früh von einem Bankhaus, welches Afroamerikanern gehört und von ihnen geleitet wird. Durch ihre Bekanntheit und die gesammelten Erfahrungen ermutigt, gründete sie für den Grand United Order 1903 die St. Luke Penny Savings Bank und erfüllte sich ihren Traum. Ziel war es, das von Afroamerikanern angelegte Geld, auch wenn es nur geringe Beträge waren (wie der Name Penny Savings Bank schon aussagt), zu bündeln und zu verleihen, sodass die Schwarzen selbst an den Zinsen verdienten. Maggie Walker war somit die erste Frau in den Vereinigten Staaten, welche eine Bank gründete, sowie die erste Afroamerikanerin, die ein Bankhaus leitete. Unter dem Vorsitz Walkers blieb die Bank weiter erfolgreich, auch nach dem Erlass eines Gesetzes 1911, welches die Trennung von Bank und Grand United Order zur Folge hatte, sowie nach dem Zusammenschluss mit zwei weiteren Geldhäusern in afroamerikanischem Besitz 1930. Seit der Vereinigung der drei Bankhäuser 1930 trägt das Geldhaus den Namen Consolidated Bank and Trust Company und ist bis heute ununterbrochen auf dem Markt.
Als bekannte und einflussreiche Person des Wirtschaftslebens gelang es Walker, Verbesserungen der Lebensumstände für Frauen und Afroamerikaner zu erreichen, was auch stets eine ihrer Visionen war. Da sie aufgrund einer Plegie gegen Ende ihrer Karriere auf den Rollstuhl angewiesen war, diente sie auch vielen Menschen mit Behinderungen als Vorbild. Des Weiteren betätigte sie sich als Philanthropin und Stifterin. Maggie Lena Walker arbeitete bis zu ihrem Tod am 15. Dezember 1934 in der Führung des Order of St. Luke sowie der Bank.

## Familie
Maggie Walker heiratete 1886 Armstead Walker und wurde Mutter von drei Söhnen. Einer ihrer Söhne verstarb bereits als Säugling. 1915 erschoss ihr Sohn Russell versehentlich seinen Vater Armstead, den er für einen Herumtreiber und Einbrecher hielt. Obwohl Russell Walker in einem späteren Gerichtsverfahren freigesprochen wurde, verkraftete er den Unfall nie und verstarb nach anhaltenden Depressionen und Alkoholismus einige Jahre später. Einige Mitglieder des St. Luke Order befürchteten aufgrund der Umstände des Todes ihres Mannes und wegen der Berichterstattung auch negative Folgen für die Organisation und baten Maggie Walker, von ihren Posten zurückzutreten, was aber innerhalb der Organisation aufgrund der erfolgreichen Arbeit Walkers keine Mehrheit fand.

## Maggie Lena Walker House

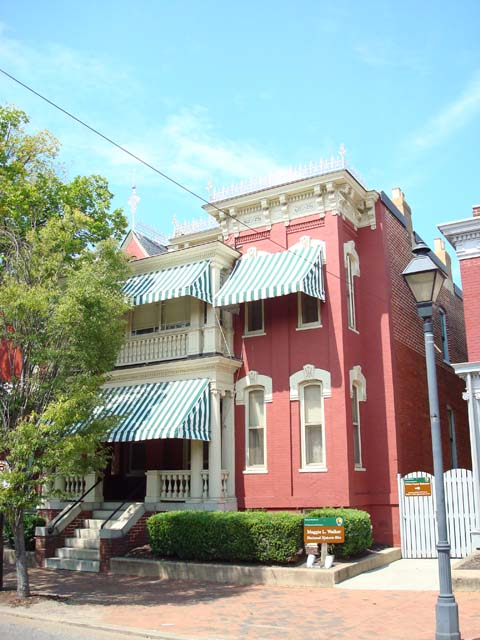
Das Maggie-Walker-Haus, National Historic Place in den USA

Das Wohnhaus von Maggie Walker in Richmond, bekannt als Maggie Lena Walker House ⊙, wurde aufgrund der Bedeutung Walkers 1975 in das National Register of Historic Places aufgenommen und ist seither eine der National Historic Landmarks in Virginia. Das Gebäude in der bekannten Gegend Jackson Ward soll einen Einblick in das Leben und Wirken Walkers geben. Es enthält noch die originale Einrichtung und dient als Museum.